# 萊西基夫卡
50°12′49″N 35°29′41″E / 50.21361°N 35.49472°E
萊斯基夫卡（羅馬化：Leskivka）是位於烏克蘭東部哈爾科夫州博霍杜希夫區的博霍杜希夫市鎮的村莊。該村始建於1789年，面積2.07平方公里，海拔高度172米，2001年人口211，人口密度每平方公里102人。